# Kim Novak
Kim Novak, all'anagrafe Marilyn Pauline Novak (Chicago, 13 febbraio 1933), è un'attrice statunitense.
È una delle attrici più celebri del cinema hollywoodiano tra la metà degli anni '50 e la fine degli anni '60, periodo in cui venne diretta da grandi registi, come Alfred Hitchcock, Billy Wilder e Otto Preminger, che seppero valorizzare la sua bellezza enigmatica, oltre che le doti interpretative. È stato scritto che Kim Novak «fu spesso male impiegata dai produttori, che preferivano puntare più sul suo fascino che sulla sua bravura interpretativa», tanto che a proposito del film La donna che visse due volte Georges Sadoul ebbe a scrivere a suo tempo: «Uno dei migliori di Hitchcock, (...) dominato dalla presenza, per una volta affascinante, di Kim Novak nel suo ambiguo personaggio».
Nel 2025 le è stato assegnato il Leone d’oro alla carriera. 

## Biografia

### Gli esordi
Kim Novak nacque e crebbe a Chicago, nell'Illinois, da Joseph Novak e Blanche Kral, ambedue insegnanti di origini ceche. Suo padre, di religione cattolica, seppur insegnante di storia è stato poi impiegato nelle ferrovie. Inizia la sua carriera come modella e nel 1951, appena diciottenne, viene scelta per la campagna pubblicitaria di una marca di frigoriferi. Trasferitasi in seguito a Los Angeles, appare in una particina priva di battute nel film La linea francese (1954) di Lloyd Bacon, accanto a Jane Russell e Gilbert Roland. Il film non riscuote un grande successo e il nome della Novak non compare neppure nei titoli di coda, ma i produttori hollywoodiani la notano ugualmente, tanto che, dopo il rifiuto di Rita Hayworth, viene chiamata a sostituirla in Criminale di turno (1954) di Richard Quine, accanto a Fred MacMurray, film in cui la Novak mostra una certa abilità nell'interpretare il personaggio di una scaltra seduttrice, ripropostole con alcune varianti anche in seguito.

### Il successo conLa donna che visse due voltee la celebrità
Assicuratasi un contratto in esclusiva con la Columbia, la Novak viene diretta da Otto Preminger nel dramma sociale L'uomo dal braccio d'oro (1955), al fianco di Frank Sinatra ed Eleanor Parker. Nello stesso anno è la protagonista femminile, accanto a William Holden, in Picnic di Joshua Logan. Nel 1956 affianca Tyrone Power in Incantesimo di George Sidney, e l'anno seguente Jeff Chandler in Un solo grande amore, sempre diretta da Sidney. In seguito interpreta principalmente commedie, come Una strega in paradiso (1958) di Richard Quine.
Nel 1958 la venticinquenne attrice guadagna notorietà internazionale grazie al suo ruolo nel film La donna che visse due volte (Vertigo) di Alfred Hitchcock, in cui recita accanto a James Stewart.

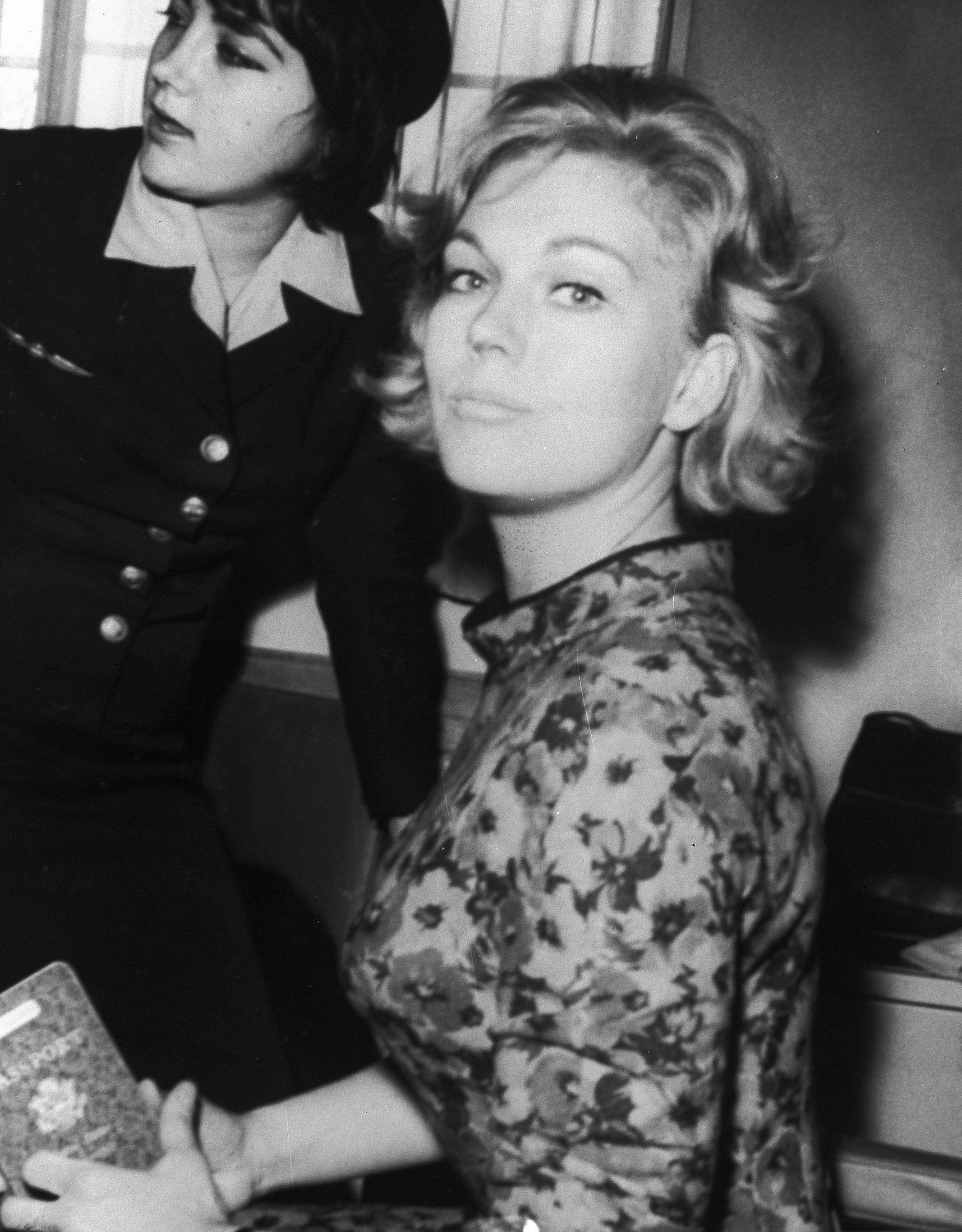
Kim Novak nel 1962

Nel 1959 la Novak recita nel dramma Nel mezzo della notte di Delbert Mann, accanto a Fredric March. Nel 1960 affianca Kirk Douglas in Noi due sconosciuti di Richard Quine. Affronta anche ruoli leggeri, affiancando Jack Lemmon e Fred Astaire in L'affittacamere (1962), sempre per la regia di Richard Quine e in Venere in pigiama di Michael Gordon. Nel 1964 Billy Wilder la dirige accanto a Dean Martin in Baciami, stupido, film che all'epoca non ottenne un grande riscontro. Nel 1965 interpreta una popolana nel film in costume Le avventure e gli amori di Moll Flanders  di Terence Young, tratto dal romanzo di Daniel Defoe, con Vittorio De Sica, Angela Lansbury e Lilli Palmer; sul set la Novak incontra l'attore inglese Richard Johnson, che sposa in quello stesso anno e da cui divorzia nel 1966.

### Il declino al cinema e gli anni della televisione

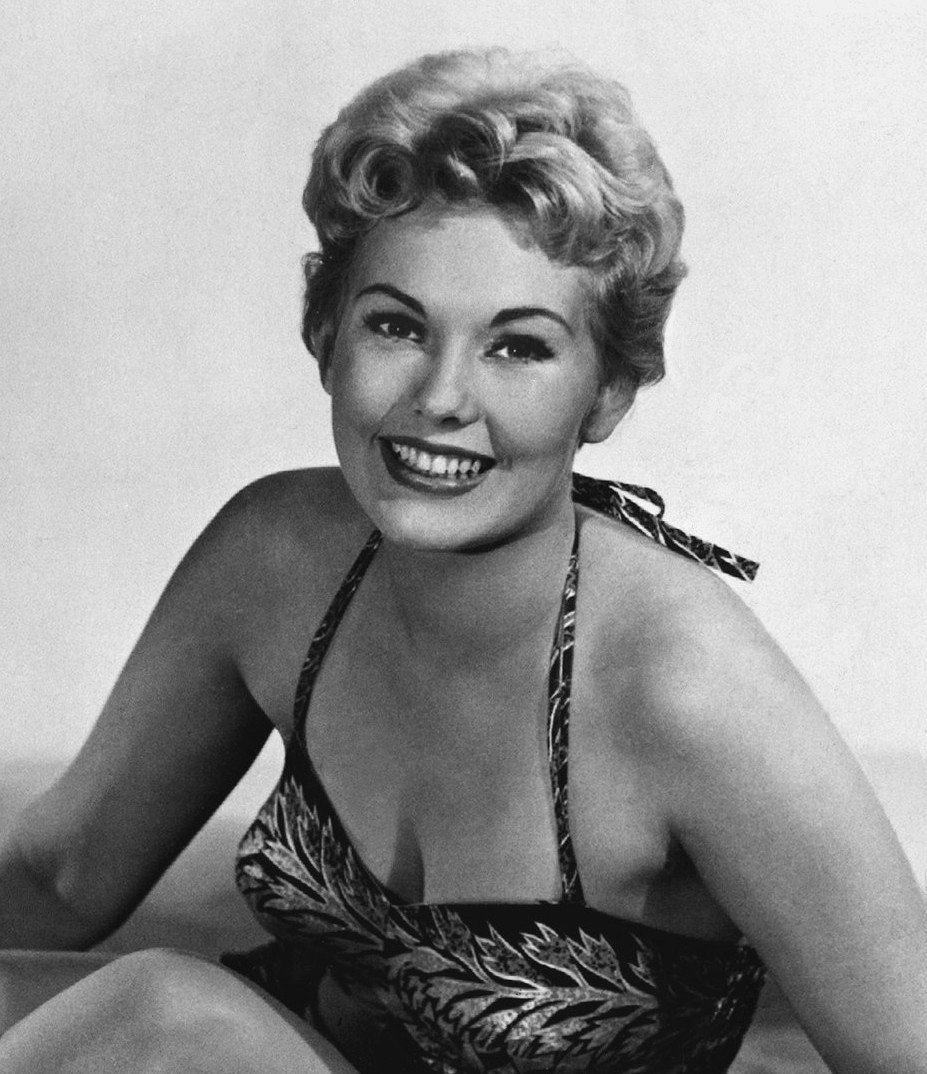
Kim Novak nel 1967

Negli anni '60 l'attrice torna con un ruolo in Quando muore una stella (1968) di Robert Aldrich. Dopo questo film e Quel fantastico assalto alla banca (1969) di Hy Averback, la carriera cinematografica della Novak subisce una crisi. 
Negli anni '70 la Novak trascura il cinema e si dedica alla vita privata. In questo periodo appare in quattro film e di genere diverso: Delirious - Il baratro della follia (1973) di Freddie Francis, in un ruolo abbastanza marginale, Sfida a White Buffalo (1977) di J. Lee Thompson, con una piccola parte accanto a Charles Bronson, Gigolò (1978) di David Hemmings, ove recita con David Bowie e Marlene Dietrich, e Assassinio allo specchio (1980) di Guy Hamilton, film tratto da un romanzo di Agatha Christie. Dopo sporadiche partecipazioni nei primi anni settanta, nel decennio seguente compare in note serie televisive del periodo, quali Malibu (1983) e Falcon Crest (1986-1987), oltre all'apparizione nell'episodio pilota della serie TV Alfred Hitchcock presenta (1985), cui prese parte anche Tippi Hedren, altra celebre eroina hitchcokiana.

### Ritiro dalle scene

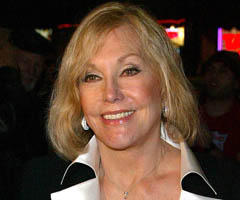
Kim Novak nel 2004

Ritiratasi dal cinema nel 1980, tornerà a recitare una decina di anni dopo in Children - Ragazzi (1990) di Tony Palmer e Liebestraum (1991).
La sua casa a Eagle Point, nello stato dell'Oregon, è stata parzialmente distrutta da un incendio il 24 luglio 2000, a seguito del quale sono andati perduti numerosi premi ricevuti e diversi dipinti. Nel dicembre 2001 la casa è stata inoltre derubata di vari oggetti per un valore di oltre 200 000 dollari; i ladri sono stati poi arrestati e la refurtiva in parte recuperata. Nel 2006 l'attrice si è infortunata gravemente cadendo da cavallo, riportando la perforazione di un polmone, alcune costole rotte e danni neurologici, ma con le cure protrattesi per circa un anno ha comunque avuto un recupero completo.
Nel 1991 fu ospite al "Premio Regia Televisiva" condotto da Daniele Piombi che quell'anno si tenne a Milazzo (ME). Nel 2013 ebbe il ruolo di ospite d'onore e madrina al Festival di Cannes, in occasione della presentazione ufficiale della versione restaurata de La donna che visse due volte. Nel 2014 ha partecipato anche alla cerimonia di premiazione degli Oscar, comparendo brevemente sul palco insieme a Matthew McConaughey.

## Vita privata
Dopo un breve matrimonio (1965-1966) con il collega Richard Johnson, nel 1976 la Novak sposò il medico veterinario Robert Malloy, morto nel 2020.

## Omaggi e riferimenti
- Kim Novak viene citata nella canzone Il dritto di Chicago di Fred Buscaglione, come un appuntamento (a "un pranzo con Kim Novak") da fare invidia a chiunque, a cui il protagonista della canzone non va ("non andai"). In questo modo il protagonista dimostra la sua personalità e importanza.
- Nel film Totò, Peppino e le fanatiche (1958) di Mario Mattoli la Novak viene esplicitamente citata da Totò, che afferma di sognarla di notte e di parlarci personalmente, affibbiandole il nomignolo di "Kim dal braccio d'oro".
- Kim Novak viene citata nell'ambito del film di animazione Rango (2011) di Gore Verbinski e nel titolo del film C'è Kim Novak al telefono (1993) di Enrico Roseo.
- Nel 2017 un suo primo piano tratto dal film Una strega in paradiso viene scelto come immagine-locandina della trentacinquesima edizione del Torino Film Festival.

## Filmografia

### Cinema
- La linea francese (The French Line), regia di Lloyd Bacon (1953)
- Criminale di turno (Pushover), regia di Richard Quine (1954)
- Phffft... e l'amore si sgonfia (Phffft), regia di Mark Robson (1954)
- Il figlio di Sinbad (Son of Sinbad), regia di Ted Tetzlaff (1955)
- 5 contro il casinò (5 Against the House), regia di Phil Karlson (1955)
- Picnic, regia di Joshua Logan (1955)
- L'uomo dal braccio d'oro (The Man with the Golden Arm), regia di Otto Preminger (1955)
- Incantesimo (The Eddy Duchin Story), regia di George Sidney (1956)
- Un solo grande amore (Jeanne Eagels), regia di George Sidney (1957)
- Pal Joey, regia di George Sidney (1957)
- La donna che visse due volte (Vertigo), regia di Alfred Hitchcock (1958)
- Una strega in paradiso (Bell Book and Candle), regia di Richard Quine (1958)
- Nel mezzo della notte (Middle of the Night), regia di Delbert Mann (1959)
- Noi due sconosciuti (Strangers When We Meet), regia di Richard Quine (1960)
- Pepe, regia di George Sidney (1960)
- L'affittacamere (The Notorious Landlady), regia di Richard Quine (1962)
- Venere in pigiama (Boys' Night Out), regia di Michael Gordon (1962)
- Schiavo d'amore (Of Human Bondage), regia di Ken Hughes e Henry Hathaway (1964)
- Baciami, stupido (Kiss Me, Stupid), regia di Billy Wilder (1964)
- Le avventure e gli amori di Moll Flanders (The Amorous Adventures of Moll Flanders), regia di Terence Young (1965)
- Quando muore una stella (The Legend of Lylah Clare), regia di Robert Aldrich (1968)
- Quel fantastico assalto alla banca (The Great Bank Robbery), regia di Hy Averback (1969)
- Delirious - Il baratro della follia (Tales That Witness Madness), regia di Freddie Francis (1973)
- Sfida a White Buffalo (The White Buffalo), regia di J. Lee Thompson (1977)
- Gigolò (Schöner Gigolo, armer Gigolo), regia di David Hemmings (1978)
- Assassinio allo specchio (The Mirror Crack'd), regia di Guy Hamilton (1980)
- Es hat mich sehr gefreut, regia di Mara Mattuschka (1987) - corto
- Children - Ragazzi (The Children), regia di Tony Palmer (1990)
- Liebestraum, regia di Mike Figgis (1991)

### Televisione
- Climax! – serie TV, episodio 2x23 (1956)
- The Bob Hope Show – serie TV, 1 episodio (1956)
- The Steve Allen Show – serie TV, 1 episodio (1956)
- La terza ragazza a sinistra (The Third Girl from the Left), regia di Peter Medak – film TV (1973)
- Il triangolo di Satana (Satan's Triangle), regia di Sutton Roley – film TV (1975)
- Malibu, regia di E.W. Swackhamer – miniserie TV (1983)
- Alfred Hitchcock presenta (Alfred Hitchcock Presents) – serie TV, episodio pilota (1985)
- Falcon Crest – serie TV, 19 episodi (1986-1987)

## Riconoscimenti
- Golden Globe
  - 1955 – Migliore attrice debuttante per Phffft... e l'amore si sgonfia
  - 1957 – Henrietta Award alla miglior attrice del mondo

- BAFTA
  - 1957 – Candidatura alla migliore attrice straniera per Picnic
- Mostra internazionale d'arte cinematografica di Venezia
  - 2025 - Leone d'oro alla carriera

- Festival internazionale del cinema di Berlino
  - 1997 – Orso d'oro alla carriera

- Golden Apple Awards
  - 1957 – Golden Apple all'attrice più cooperativa

- Hollywood Walk of Fame
  - 1960 – Stella

- Laurel Awards
  - 1958 – Candidatura alla migliore star femminile
  - 1959 – Candidatura alla migliore star femminile
  - 1960 – Candidatura alla migliore star femminile
  - 1961 – Candidatura alla migliore star femminile
  - 1962 – Candidatura alla migliore star femminile
  - 1963 – Candidatura alla migliore star femminile

- Photoplay Awards
  - 1957 – Star femminile più popolare

## Doppiatrici italiane
Nelle versioni in lingua italiana dei suoi film, Kim Novak è stata doppiata da:
- Rosetta Calavetta in 5 contro il casinò, Picnic, Incantesimo, Un solo grande amore, Pal Joey, Una strega in paradiso, Nel mezzo della notte, Noi due sconosciuti, L'affittacamere, Venere in pigiama
- Rita Savagnone in Baciami stupido, Le avventure e gli amori di Moll Flanders, Quando muore una stella, Quel fantastico assalto alla banca, Sfida a White Buffalo
- Dhia Cristiani in Criminale di turno, Phffft... e l'amore si sgonfia
- Lydia Simoneschi ne L'uomo dal braccio d'oro, La donna che visse due volte
- Noemi Gifuni in Gigolò
- Germana Dominici in Assassinio allo specchio
- Ada Maria Serra Zanetti in Malibu
- Maria Pia Di Meo in Alfred Hitchcock presenta
- Angiola Baggi in Falcon Crest
- Franca De Stradis in Children - Ragazzi
- Vittoria Febbi ne La donna che visse due volte (ridoppiaggio)